# سكاي سبورتس
سكاي سبورتس (بالإنجليزية: Sky Sports)‏ هو الاسم التجاري لمجموعة من القنوات المتخصصة بتغطية الأحداث الرياضية تنشر بثها من المملكة المتحدة وجمهورية أيرلندا. تعدّ سكاي سبورتس العلامة التجارية المهيمنة على التغطية الرياضية في المملكة المتحدة وجمهورية أيرلندا. حيث لعبت دوراً كبيراً في زيادة متابعة الرياضة البريطانية منذ عام 1991, وأحياناً لعبت دوراً في التميز في تقديم الرياضات التي تقدمها مثل تغطيتها للدوري الإنكليزي الممتاز منذ عام 1992.
أقنية سكاي سبورتس 1,2,3,4 متوفرة كحزمة أقنية إضافية فوق حزمة سكاي الأساسية. هذه الأقنية متوفرة أيضاً في كل الأقمار الصناعية تقريباً. بخلاف غيرها تعدّ قناة أخبار سكاي سبورتس كقناة أساسية في الحزمة الأساسية. وتشتهر القناة بتغطيتها للدوري الإنكليزي الممتاز.